# Niittykumpu
Niittykumpu (en suédois : Ängskulla) est un quartier du district de Suur-Tapiola de la ville d'Espoo en Finlande.

## Présentation
Niittykumpu compte 5 412 habitants (31.12.2016).

## Galerie

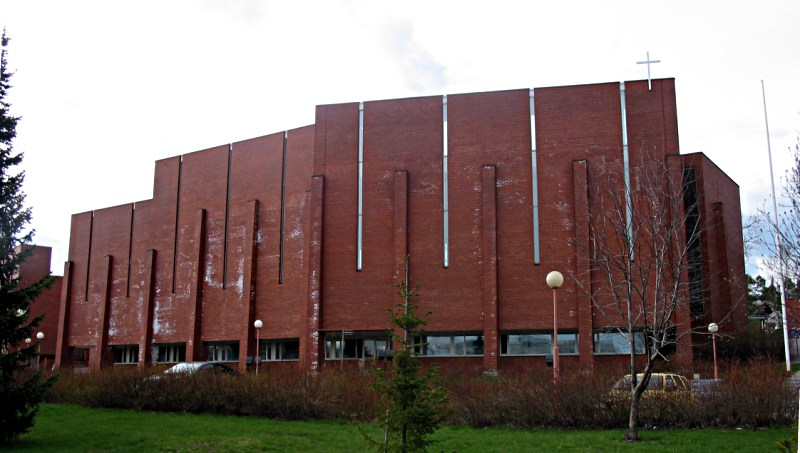
Église d'Olari.
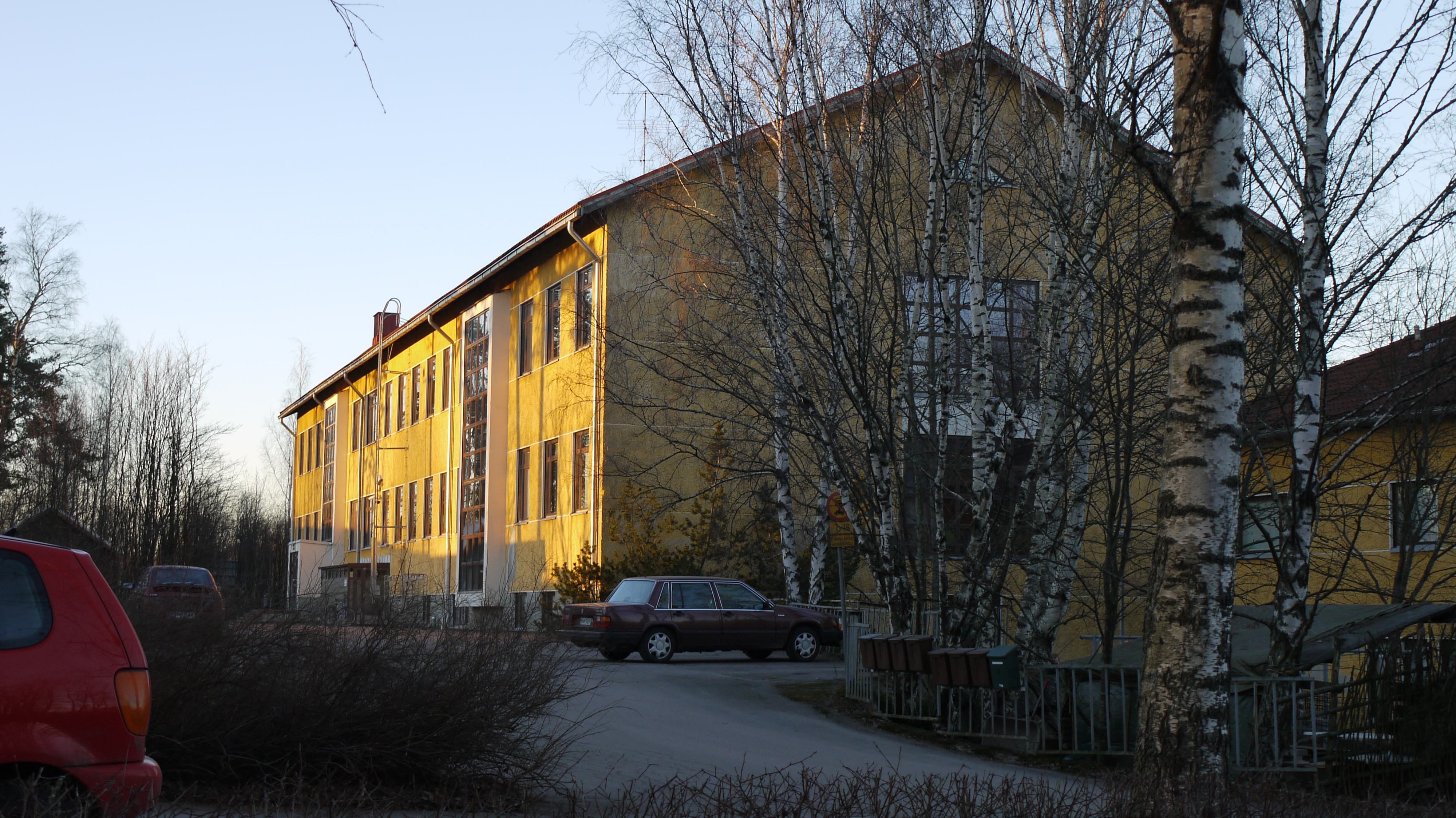
École de Niittykumpu.
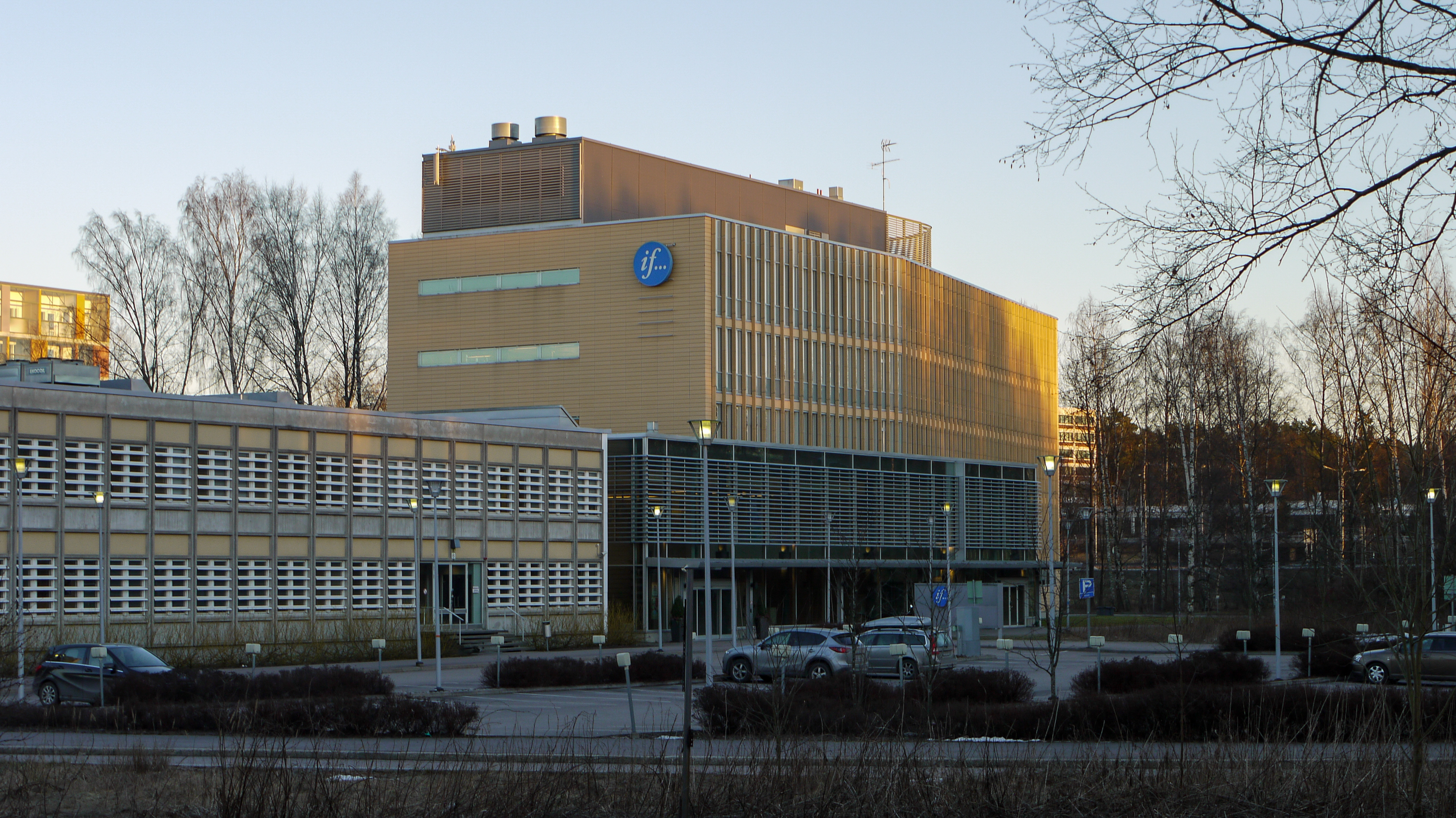
Siège de la société If.
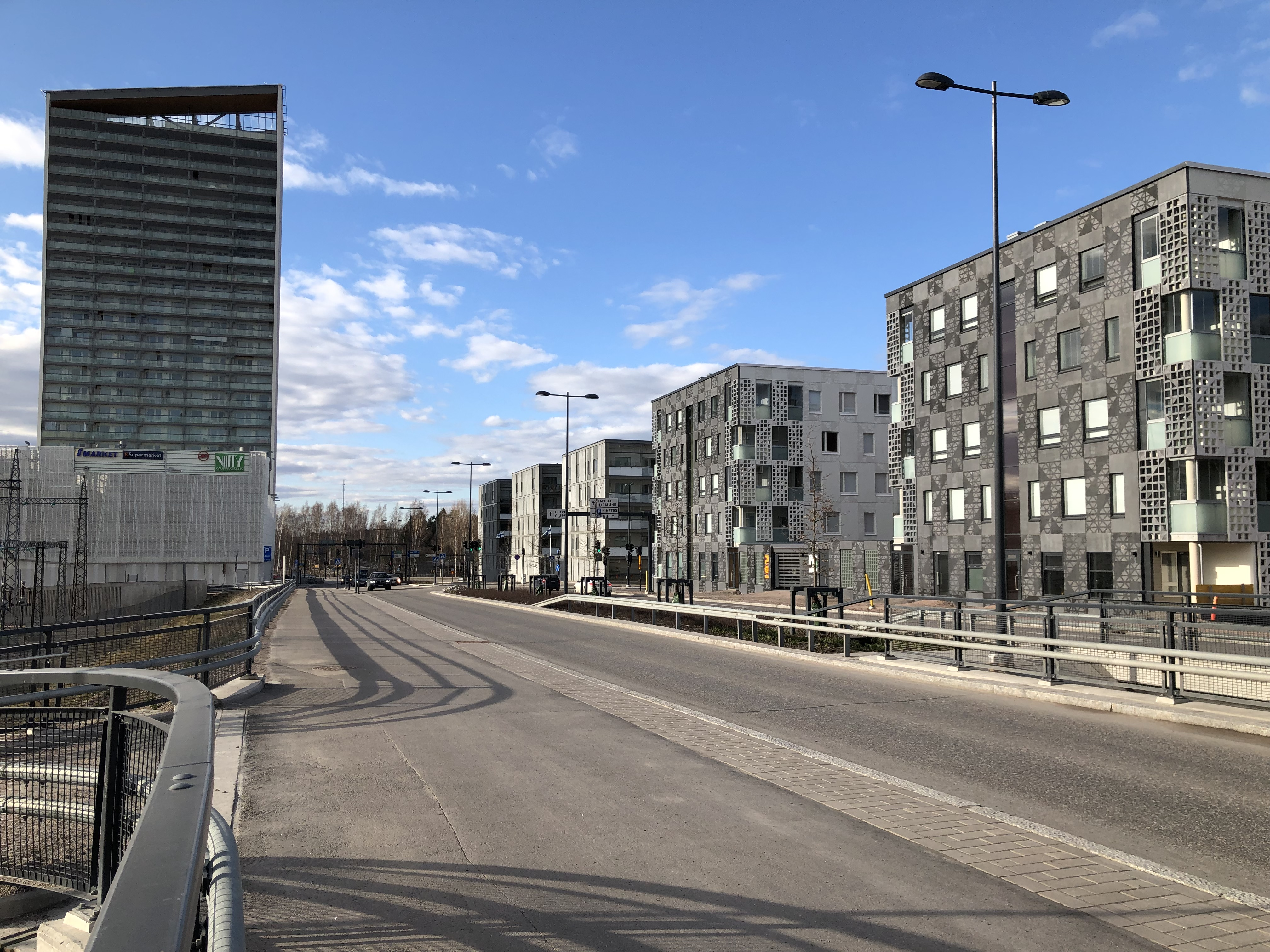
Rue Haukilahdenkatu en 2019.
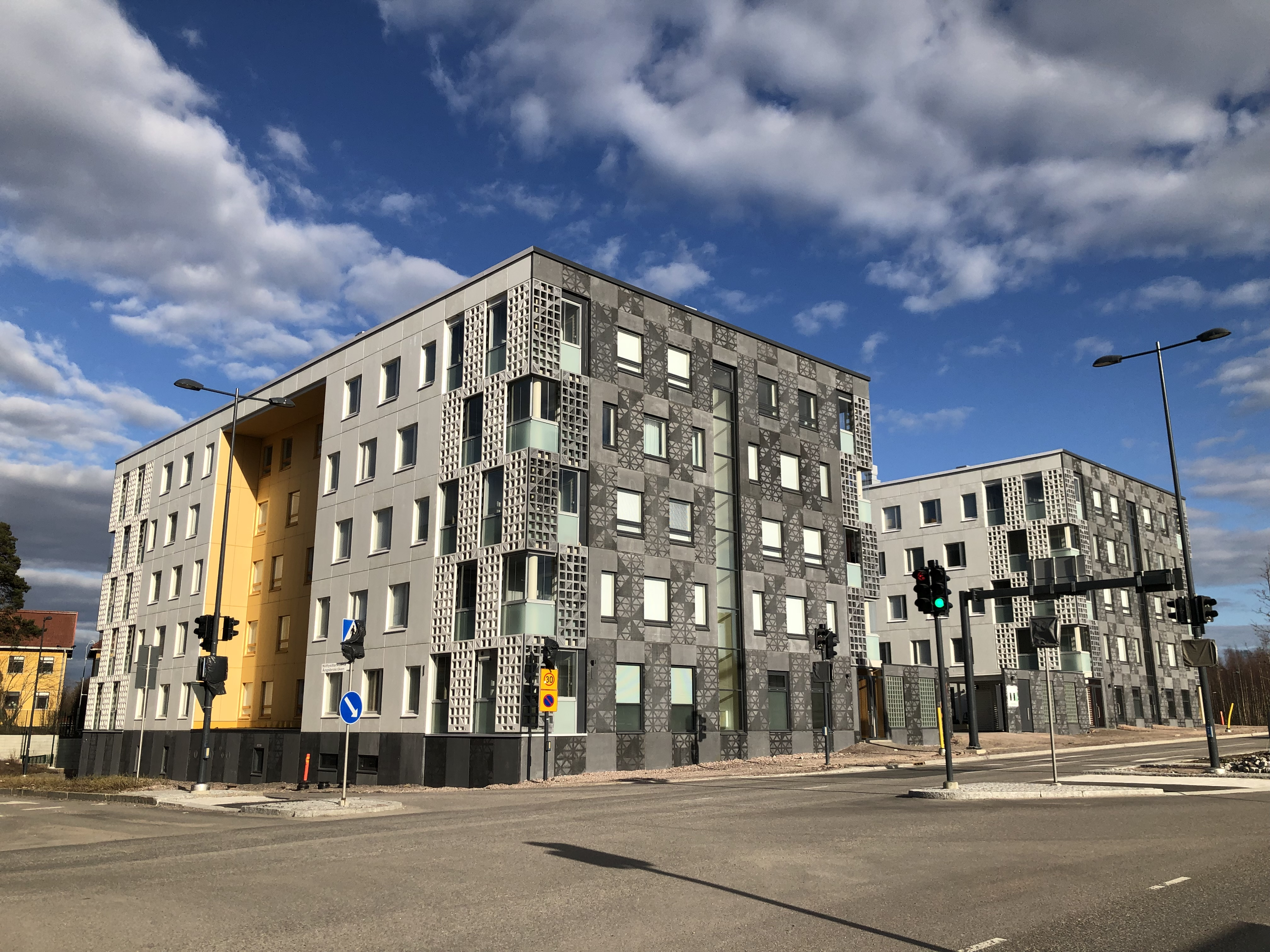
Rue Haukilahdenkatu en 2019.